# Rasiguères
Rasiguères (in catalano Rasigueres) è un comune francese di 148 abitanti situato nel dipartimento dei Pirenei Orientali nella regione dell'Occitania.

## Società

### Evoluzione demografica
Abitanti censiti